# Lillian Biron
Pour les articles homonymes, voir Biron.
Lillian Biron est une actrice américaine née le 2 septembre 1898 au Kansas et morte le 23 décembre 1957 à Los Angeles (Californie).

## Filmographie partielle
NB : dans la plupart des films muets, les personnages ne sont pas cités au générique
- 1917 : A Bachelor's Finish de John Francis Dillon
- 1917 : A Berth Scandal de John Francis Dillon
- 1917 : A Dark Room Secret d'Henry Kernan
- 1917 : A Dog Catcher's Love d'Edward F. Cline
- 1917 : A Love Case d'Henry Kernan
- 1917 : Casimir et la Formule secrète (An International Sneak) de Hampton Del Ruth et Fred C. Fishback
- 1917 : Her Birthday Knight de Charles Avery
- 1917 : Her Fickle Fortune de Henry Kernan
- 1917 : His Bitter Fate de Harry Williams
- 1917 : His Precious Life de Herman C. Raymaker
- 1917 : His Sudden Rival de John Francis Dillon
- 1917 : Hobbled Hearts de John Francis Dillon
- 1917 : Skirt Strategy de Charles Avery
- 1917 : Wheels and Woe de John Francis Dillon
- 1918 : Those Athletic Girls d'Edward Cline : la jeune fille au pensionnat
- 1919 : Are Flirts Foolish? de Craig Hutchinson
- 1919 : Lovesick at Sea
- 1919 : Bride and Gloomy d'Al Christie
- 1919 : Calling His Bluff de Craig Hutchinson
- 1919 : Dark and Cloudy de Craig Hutchinson
- 1919 : Dropped Into Scandal de Craig Hutchinson
- 1920 : A Blue Ribbon Mutt de Charles Reisner
- 1920 : Are Floorwalkers Fickle? de Craig Hutchinson
- 1920 : Below the Deadline de J. P. McGowan : Alice Elliot
- 1920 : Bounced de Craig Hutchinson
- 1920 : Cursed by His Cleverness de Craig Hutchinson
- 1920 : Good Morning Nurse de James Clemens
- 1920 : Hip Hip Hypnotism de James Clemens
- 1920 : Ladies Must Dance de James Clemens
- 1920 : Should Waiters Marry? de Thomas Buckingham
- 1920 : Twin Crooks de Thomas Buckingham
- 1921 : Brownie's Little Venus de Fred C. Fishback : la mère de Peggy
- 1921 : Captain Kidd' Finish de Robert F. Hill
- 1921 : Sunless Sunday de Charles Reisner
- 1922 : Circus Clowns de Fred Hibbard : la mère de Peggy
- 1928 : That Night de Arch Heath et Leo McCarey